# Prospodium laevigatum
Prospodium laevigatum är en svampart som beskrevs av J.F. Hennen & Sotão 1996. Prospodium laevigatum ingår i släktet Prospodium och familjen Uropyxidaceae.   Inga underarter finns listade i Catalogue of Life.